# Melo Imai
Melo Imai (jap. 今井メロ, Imai Mero, geborene 成田, Narita; * 26. Oktober 1987 in Osaka) ist eine japanische Freestyle-Snowboarderin, Tarento, Gravure Idol und Pornodarstellerin. In ihrer Spezialdisziplin Halfpipe gewann sie in der Saison 2004/05 die Weltcupwertung und nahm 2006 an den Olympischen Winterspielen in Turin teil.

## Biografie

### Snowboardsport
Melo Imai ist die Tochter des Volleyballspielers und Teilnehmers der Olympischen Sommerspiele 1992, Takashi Narita. Als sie fünf Jahre alt war, ließen sich ihre Eltern scheiden. Im Alter von sieben Jahren begann sie mit dem Snowboarden und wurde wie ihr Bruder Dome Narita, später ebenfalls Olympionike, von ihrem Vater trainiert.
Bereits mit zwölf Jahren galt das Mädchen als „Wunderkind“ in der Halfpipe. Im Dezember 2000 gewann sie gleich ihren ersten FIS-Bewerb in Lake Placid und belegte beim Weltcup-Debüt am 18. Februar 2001 in Sapporo auf Anhieb Rang sieben. Noch im selben Winter kürte sie sich im Alter von 13 Jahren erstmals zur japanischen Staatsmeisterin. Nach weiteren Wintern auf FIS-Ebene und sporadischen Weltcupeinsätzen gewann sie im März 2004 in Hakuba zum zweiten Mal die japanische Meisterschaft. Die folgende Saison 2004/05 wurde zur erfolgreichsten ihrer Karriere. Während sie bei der Weltmeisterschaft in Whistler mit Rang 15 noch zu den Geschlagenen gehörte, beendete sie fünf der sieben Weltcupbewerbe auf dem Podest. Mit drei Siegen und insgesamt 4700 Punkten sicherte sich die 17-Jährige den Sieg im Halfpipe-Weltcup.
Mit einem eigens für sie komponierten Rap als Unterstützung reiste sie im Februar 2006 als eine der Favoritinnen zu den Olympischen Winterspielen nach Turin. In der Qualifikation in Bardonecchia kam sie jedoch zu Sturz, verletzte sich und belegte den 34. und letzten Platz. Japanische Medien gingen hart mit ihr ins Gericht und bezeichneten ihr Antreten als „Steuerverschwendung“ und „Japans Schande“. Niedergeschlagen von dieser Erfahrung beendete die erst 18-Jährige daraufhin ihre internationale Snowboard-Karriere und ging nur noch bei nationalen Events an den Start.
Im Februar 2018 gelang ihr ein Jahrzehnt nach ihrem letzten Wettkampf ein beachtliches Comeback in der Halfpipe, als sie mit nur vier Trainingstagen zum dritten Mal die japanische Meisterschaft gewann. Mit einer Wertung von 90,75 Punkten hatte sie einen Vorsprung von 14 Punkten auf die Zweitplatzierte. Medien spekulierten seither mit einer möglichen Teilnahme Imais an den Olympischen Winterspielen 2022 in Peking, die sie jedoch nicht erreichte.

### Weitere Karriere
Nach ihrer olympischen Laufbahn machte sich Imai in Japan einen Namen als TV-Persönlichkeit (Tarento). 2012 führte sie den Blog „Mellow Style“ und ein eigenes Modelabel.
Im selben Jahr veröffentlichte sie eine Autobiografie, in der sie unter anderem enthüllte, mit 17 Jahren Opfer einer Vergewaltigung geworden zu sein. Außerdem gab sie an, ihr strenger Vater habe ihr als Teenager jegliches „mädchenhafte“ Verhalten wie Schminken oder das Tragen eines Rocks verboten.
Daneben begann sie als Hostess in einer Bar, später als Gravure Idol und Callgirl zu arbeiten. Nach zahlreichen Auftritten in Softcore-Videos erschien im März 2017 mit Snow Drop ihr Debüt als vollwertige Pornodarstellerin (AV Idol). Die DVD erhielt medial überwiegend negative Rezensionen. Imai gab an, ihre Zeit in der Sexindustrie nicht zu bereuen, wenngleich sie aus finanziellen Gründen damit angefangen habe.
Nach ihrer aktiven Sportkarriere war die Japanerin für kurze Zeit verheiratet. Aus der Ehe gingen ein Sohn und eine Tochter hervor, die sie als alleinerziehende Mutter großzieht.

## Sportliche Erfolge

### Olympische Spiele
- Turin 2006: 34. Halfpipe

### Weltmeisterschaften
- Whistler 2005: 15. Halfpipe

### Weltcup
- 6 Podestplätze, davon 3 Siege:

| Datum            | Ort            | Land     | Disziplin |
| ---------------- | -------------- | -------- | --------- |
| 26. Februar 2005 | Sungwoo Resort | Südkorea | Halfpipe  |
| 18. März 2005    | Tandådalen     | Schweden | Halfpipe  |
| 21. Oktober 2005 | Saas-Fee       | Schweiz  | Halfpipe  |

### Weltcupwertungen
| Saison  | Gesamt | Gesamt | Halfpipe | Halfpipe |
| Saison  | Platz  | Punkte | Platz    | Punkte   |
| ------- | ------ | ------ | -------- | -------- |
| 2000/01 | -      | -      | 48.      | 388      |
| 2002/03 | -      | -      | 38.      | 400      |
| 2003/04 | -      | -      | 26.      | 800      |
| 2004/05 | -      | -      | 1.       | 4700     |
| 2005/06 | 54.    | 1500   | 17.      | 1500     |

### Weitere Erfolge
- Japanische Meisterin in der Halfpipe 2001, 2004 und 2018
- Gewinn des Takasago Cup 2008
- 9 Siege in FIS-Bewerben

## Bibliografie
- Melo Imai: 泣いて、病んで、でも笑って. Hrsg.: Futabasha. 2012, ISBN 978-4-575-30456-5 (japanisch).

## Filmografie
DVD
- 2008: メロウ (Mellow) (ぶんか社, Bunkasha)
- 2014: Mellow Style (キングダム, Kingdom)
- 2014: I’ve Been Mellow (Kingdom)
- 2014: Mellow Juice (Kingdom)
- 2014: Mellow Time (Kingdom)
- 2014: Mellow Love (Kingdom)
- 2015: Mellow World (Kingdom)
- 2015: トリノの女神 (Goddess of Turin) (Kingdom)
- 2015: なアスリート (Athlete) (Kingdom)
- 2016: クライマックス (Climax) (Kingdom)
- 2016: Mellow Special (Kingdom)
- 2016: Mellow Feeling (Kingdom)
- 2016: Mellow Scandal (Kingdom)
- 2016: Macau (Kingdom)
- 2016: Pheromone (Kingdom)
- 2017: Reincarnation (Kingdom)
- 2017: Mellow Kiss (Kingdom)
- 2017: Mellow Body (Kingdom)
- 2017: Snow Drop (Muteki)
- 2018: Snow Out (Muteki)

TV
- 2015: Garo: Gold Storm Sho (1 Episode)